# Лола (фильм, 1969)
«Лола» (англ. Lola, в ряде стран Европы — «Твинки», англ. Twinky) — фильм американского режиссёра Ричарда Доннера. Совместное производство Великобритании и Италии, 1969 год.

## Сюжет
Скотт Вардман — мужчина средних лет, писатель порнографических романов. Он завлекает к себе в постель наивных молодых девушек, не понимающих, на что они идут. Однажды, находясь в Лондоне, Скотт влюбляется в 16-летнюю школьницу Лолу. Пара решает пожениться и уехать в Америку, где по закону Лола должна окончить школу. Между тем у Скотта наступает творческий кризис.

## В ролях
- Чарльз Бронсон — Скотт Уордман
- Сьюзан Джордж — Лола / Твинки / Сибил Лондондерри
- Орсон Бин — Хэл
- Онор Блэкман — Мама
- Майкл Крэйг[англ.] — Папа
- Пол Форд — Мистер Уордман
- Кей Мэдфорд — Миссис Уордман
- Джек Хокинс — Судья Миллингтон-Драпер
- Тревор Говард — Дедушка Лолы
- Роберт Морли — Судья Роксбур
- Пегги Айтчисон — Миссис Финчли
- Тони Арпино — Нью-йоркский судья
- Кэти Хосе — Фелисити
- Энтони Кэмп — Питер
- Сью Ллойд[англ.] — Урсула